# Патрік Вінстон
Патрік Генрі Вінстон (англ. Patrick Winston нар. 5 лютого 1943 — пом. 19 липня 2019) — американський науковець, фахівець у галузі інформатики. Вінстон був директором лабораторії штучного інтелекту Массачу́сетського технологі́чного інститу́ту більшу частину терміну її існування, з 1972 до 1997.
Він був спадкоємцем Марвіна Мінскі, що покинув її, щоб заснувати нову лабораторію MIT Media Lab — незабаром після створення лабораторії штучного інтелекту.

## Цікаві факти
Він також є випускником відділення Mass Gamma братерства Phi Delta Theta.